# Нераскрытое преступление

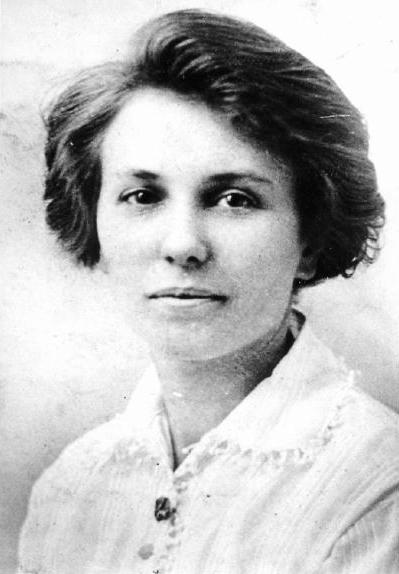
Элинор Рейнхардт Миллз — жертва загадочного нераскрытого убийства (1922 год)

Нераскрытое преступление (т. н. «глухари» или «висяки») — это преступление, уголовное дело по которому было приостановлено и сдано в архив («заморожено»; ср. англ. Cold case) ввиду невозможности установления личности виновного в преступлении. Ежегодно во всех странах мира остаются нераскрытыми десятки тысяч преступлений.
Нераскрытые преступления становятся объектом внимания общественности, СМИ и «городских легенд». Эти преступления играют большую роль в массовой культуре: о них снимают кинофильмы и телесериалы, пишут детективные романы и документальные расследования.

## Основа
Наибольшее внимание в этой сфере привлекают дела о кражах, грабежах, убийствах, изнасилованиях и терроризме. Во многих странах нет срока давности для убийств, и поэтому они расследуются полицией годами, десятилетиями и иногда больше века (один из примеров — убийства в Уайтчепеле).
Преступление может считаться раскрытым, когда совершившее его лицо (или лица) признаны виновным в нём законным судом (в некоторых случаях осуждение может быть заочным или посмертным). Убийства и другие преступления не раскрываются по многим причинам. Среди основных причин, можно выделить:
- Иногда у следствия не бывает каких-либо улик и даже подозреваемых. Этот фактор может быть связан с обычной халатностью правоохранительных органов, недостаточным государственным финансированием или просто личным нежеланием раскрыть какое-то преступление.
- В некоторых случаях имеет место судебная ошибка, когда человека осуждённого за убийство оправдывают спустя много лет. Тогда дело отправляется на доследование, но нередко из-за слишком большого временного отрыва найти реального убийцу не удаётся (среди примеров — дела Андре Кааса и Ричарда Тьюта).
- Иногда дело также остаётся нераскрытым из-за оправдания главного подозреваемого (один из примеров — дело Лиззи Борден).
- Некоторые преступления имеют очень сильную связь с политикой, и тогда правоохранительным органам довольно сложно вести расследование, или привлечь к ответу преступников (даже если тех удалось вычислить). К примеру, в деле об убийстве Джона Кеннеди отмечалось давление властей США на следствие, а также заинтересованность в том, чтобы дело осталось нераскрытым. В тоталитарных государствах власти могут открыто саботировать следствие, чтобы остановить раскрытие дел об убийствах неугодных им лиц.

В некоторых случаях полиции не только не удаётся найти убийц, но даже и идентифицировать жертву. В таком случае жертве убийства даётся условное обозначение или прозвище  (один из примеров — «Обнажённая в крапиве»). Кроме того, особую сложность в расследовании убийств представляют исчезновения. В данном случае сложно судить о преступном исчезновении человека и его вероятном убийстве, ввиду отсутствия трупа (как к примеру в случае с Ламонтом Янгом или семьёй Мартин).

### Статистика
- В 2008 году в России нераскрытыми оставались более 1,5 миллионов преступлений (из них около 90 тысяч нераскрытых убийств[3]). В 2010 году 65 105 человек разыскивались как пропавшие без вести, 83 919 человек разыскивались за различные преступления (из них 3857 человек разыскивались за убийства)[4]. В 2015 году в РФ было около 75 тысяч нераскрытых убийств[5].
- В 2004 году в США нераскрытыми оставались 16 137 убийств[6].
- В 2010 году в Великобритании оставались нераскрытыми 1143 убийств[англ.], совершённые в течение 150 лет (в Великобритании нет срока давности для убийств)[7][8].
- Самый большой процент нераскрытых убийств вероятно в Бразилии — по состоянию на 2014 год их число оценивалось в 150 тысяч[9].

### Примеры нераскрытых преступлений
- Дело Сухово-Кобылина
- Массовое убийство в Виллиске
- Убийство на Хинтеркайфеке
- Мараконское преступление
- Убийства в Кедди
- Лягушачьи мальчики
- Убийство Анны Мезиной

### Некоторые серийные убийцы, чья личность не установлена

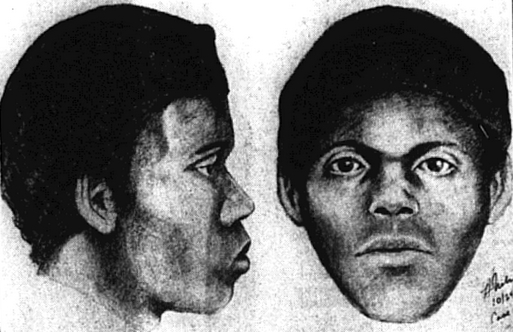
The Doodler — неустановленный серийный преступник подозреваемый в убийстве 14 человек

- Потрошитель из Атланты
- Чарли-рубака
- Оклендский убийца детей
- Гонолульский душитель
- Каменщик
- Лиссабонский потрошитель
- Магистральный фантом

### Некоторые неопознанные трупы
- Туловище с Пинчин-стрит
- Белла
- Мертвец из Сомертона
- Женщина из Исдален
- Мисс Лейк-Панасоффки
- Адам[англ.]
- Питер Бергманн

## Перспективы раскрытия
Гипотетически шансы на раскрытие есть у любого преступления, вне зависимости от его давности и хитроумности. В истории криминалистики есть примеры раскрытия убийств многолетней давности, идентификации личности неизвестных серийных убийц, поимки людей находившихся в розыске 20 лет и более, идентификации трупов и нахождения лиц пропавших без вести спустя десятилетия после их исчезновения. Факторы, которые способствуют раскрытию даже самых «безнадёжных» преступлений, таковы:
- Развитие технологий, с помощью которых удалось улучшить сбор улик, в том числе усовершенствованные методы анализа ДНК. Так, в 2020 году за 10 убийств совершённых в период с 1979 года по 1986 год был осуждён бывший полицейский Джозеф Джеймс Деанджело. В его разоблачении большую роль сыграли современные технологии по раскрытию преступлений. Могут быть расследованы единичные преступления: так, в 2018 году в США было раскрыто убийство Мишель Мартинко[англ.], которое оставалось нераскрытым с 1979 года; расследование по этому делу длилось 39 лет.
- Раскрытию преступлений способствуют явки с повинной людей, совершивших преступления[18]. Причины для таких явок могут быть самыми разными — от раскаяния[19][20] до улучшения условий содержания в тюрьме (если лицо уже осуждено за другие преступления). В качестве примера можно привести американского серийного убийцу Сэмюэля Литтла, отбывавшего пожизненный срок в тюрьме с 2014 года за 3 убийства. В ноябре 2018 года в обмен на улучшение условий своего содержания, Литтл признался ФБР в 90 убийствах. Его показания впоследствии подтвердились, и полиции удалось раскрыть более 50 убийств в нескольких штатах.
- Шансы на идентификацию есть у любой неопознанной жертвы, независимо от давности её убийства. К примеру, большого успеха полиция добилась с неопознанной жертвой убийства, известной как «Принцесса Доу». Она не только была опознана летом 2022 года в сороковую годовщину своего убийства (было установлено что её звали До́ун Ри́та Ола́ник), но и был арестован подозреваемый в её убийстве. В том же году была установлена личность «Мальчика в коробке» — спустя 65 лет было установлено что его звали Джозеф Огастус Зарелли. Несмотря на то что главный подозреваемый в этом деле отсутствует, перспективы его раскрытия сильно возросли.

## В массовой культуре
История об нераскрытом преступлении как правило, рассказывает об успешных преступниках и о неспособности полиции им противостоять. Преступник в такой истории может внушать как ужас (беспощадный мафиози, маньяк), так и уважение или зависть (в качестве сильной и удачливой личности, успешно противостоящей «системе», враждебной «человеку с улицы»).
Расследованию «холодных дел» посвящены такие телесериалы как «Тайна нераскрытых преступлений» (Канада), «Детектив Раш» (США), «Новые трюки» (Великобритания), «Воскрешая мёртвых» (Великобритания) и «Висяки» (Россия). Также нераскрытым преступлениям посвящено множество документальных телевизионных проектов, среди которых «Независимое расследование» (Россия), «Самые таинственные убийства» (Великобритания), «Пропавшие без вести» (США), «Нераскрытое дело» (США) и другие.
Финская мелодик-дэт-метал группа «Children of Bodom» взяла себе название на основе знаменитого нераскрытого убийства произошедшего в Финляндии в 1960 году.